# Bergen (cântăreață)
Belgin Sarılmıșer (n. 15 iulie 1958, Mersin, Turcia – d. 14 august 1989, Pozantı⁠(d), Adana, Turcia), cunoscută ca și Bergen care a fost o cântăreață turcă. Ea a fost una dintre cele mai proeminente vedete ale muzicii arabesque din Turcia.

## Biografie
Belgin Sarılmıșer s-a născut la 15 iulie 1958 în Mersin, fiind cea mai mică din șapte copii. După ce părinții ei au divorțat, ea s-a mutat la Ankara împreună cu mama sa.
Bergen și-a terminat studiile primare la Școala Primară Yenimahalle Yunus Emre, cânta la mandolină la școală. Observând talentul lui Bergen pentru muzică, profesorii au încurajat-o să studieze la conservator după absolvire. Ea s-a înscris la examenele pentru Conservatorul de Stat din Ankara, a câștigat primul loc la departamentul de pian și a studiat pianul și violoncelul în primii doi ani. A fost nevoită să abandoneze școala din cauza dificultăților financiare și a lucrat o vreme ca funcționar public la PTT, după ce și-a majorat oficial vârsta printr-o decizie judecătorească.

## Carieră
În 1977, a urcat pe scena clubului de noapte Feyman, unde mergea să se distreze cu prietenii ei. Când a fost plăcută de proprietarul clubului, İlhan Feyman, a primit o ofertă de a lucra acolo. A acceptat oferta și a urcat pe scenă cu orchestra Grup Locomotive la Feyman Night Club cu un repertoriu de muzică clasică turcă și pop turc. Când și-a părăsit locul de muncă de la Feyman Night Club după un an de muncă, a acceptat oferta unei mașini de la Kuyubașı Club din Adana în schimbul a 8 luni de muncă ca cântăreață. Însă, la finalul jobului, mașina i-a fost luată și a rămas cu datorii.
Ea și-a schimbat numele în "Bergen", inspirată de orașul norvegian Bergen. În 1979, a început să cânte ca cântăreață la Casino Bașkent din Ankara cu Bülent Ersoy, İbrahim Tatlıses și Müjde Ar. În 1982, ea a lansat albumul Șikayetim Var.
În 1983, intră în studio cu Özșeker în İzmir și pregătește albumul Kardeșiz Kader, format din 12 piese, cu un buget limitat. Invitată la Istanbul de Yașar Kekeva, proprietarul casei de discuri Yașar Records, s-a întâlnit pentru prima dată cu iubitorii de muzică din Istanbul pe 29 martie 1985.  A pregătit albumul long play İnsan Severse în 1985 sub conducerea muzicală a lui Burhan Bayar, și a câștigat o mare faimă cu albumul Acıların Kadını la sfârșitul anului 1986, care a vândut peste 1 milion de exemplare. La interesul albumului, artista a primit premiile Golden Record și Golden Cassette în 1987 cu titlul de "Cea mai bine vândută artistă Arabesque a anului 1986". Bergen și-a făcut debutul ca actriță în 1987 cu filmul Woman of Pain, scris și regizat de Ülkü Erakalın.
Revenind pe scenă în luna iunie a aceluiași an, artista a prezentat ultimul său album Yıllar Affetmez înainte de moartea sa, în 1989.

## Viață personală
În 1981, Bergen a părăsit Ankara pentru a face afaceri în Adana, unde l-a cunoscut pe Halis Serbest. În fiecare seară, acesta îi trimitea flori, mergea la clubul unde lucra Bergen și o urmărea de la masa din față. Prin insistențele lui încăpățânate, ea a fost de acord să se căsătorească cu el, însă Serbest era deja căsătorit cu altcineva și avea trei copii. Bergen a pus capăt relației când s-a dovedit că mariajul ei, pe care îl credea real, era o minciună aranjată de Serbest.

Cea care spunea că s-a îndrăgostit în ciuda violenței pe care Serbest i-o aplica, s-a căsătorit din nou cu Serbest la 9 ianuarie 1982, oficial de această dată. În același an, pe 31 octombrie, în timp ce lucra în İzmir, a fost atacată cu acid nitric de o persoană plătită de soțul ei să o atace. Ea și-a pierdut un ochi în urma atacului, iar cea mai mare parte a corpului i-a fost arsă. Bergen a declarat următoarele despre incident: 
"Spre sfârșitul relației noastre, am găsit acasă chiloții unei femei. Atunci am fost complet devastată și am fugit din Adana la Ankara. Imediat ce a aflat că am fugit, m-a urmărit. În cele din urmă, m-a găsit într-o pensiune din Izmir. Mă amenința pentru că nu îi dădeam atenție. Îmi spunea: "Îți voi arunca acid pe față". Dar eu nu l-am crezut.
Ea a fost grav rănită în acest incident. Onur Erol, celebrul chirurg plastician al perioadei, care a urmărit evenimentul din presă, l-a ajutat voluntar pe Bergen. Halis Serbest a fost prins și condamnat la 13 ani de închisoare după două luni de dezertare. Serbest, care a sunat la spital după atac, a plâns și a mințit, spunând că nu a avut nimic de-a face cu incidentul.
Bergen, care s-a împăcat cu Serbes, eliberat din închisoare în 1988, a lăsat în urmă viața sa muzicală și cinematografică și apoi a divorțat de el în aprilie 1989.

## Decesul

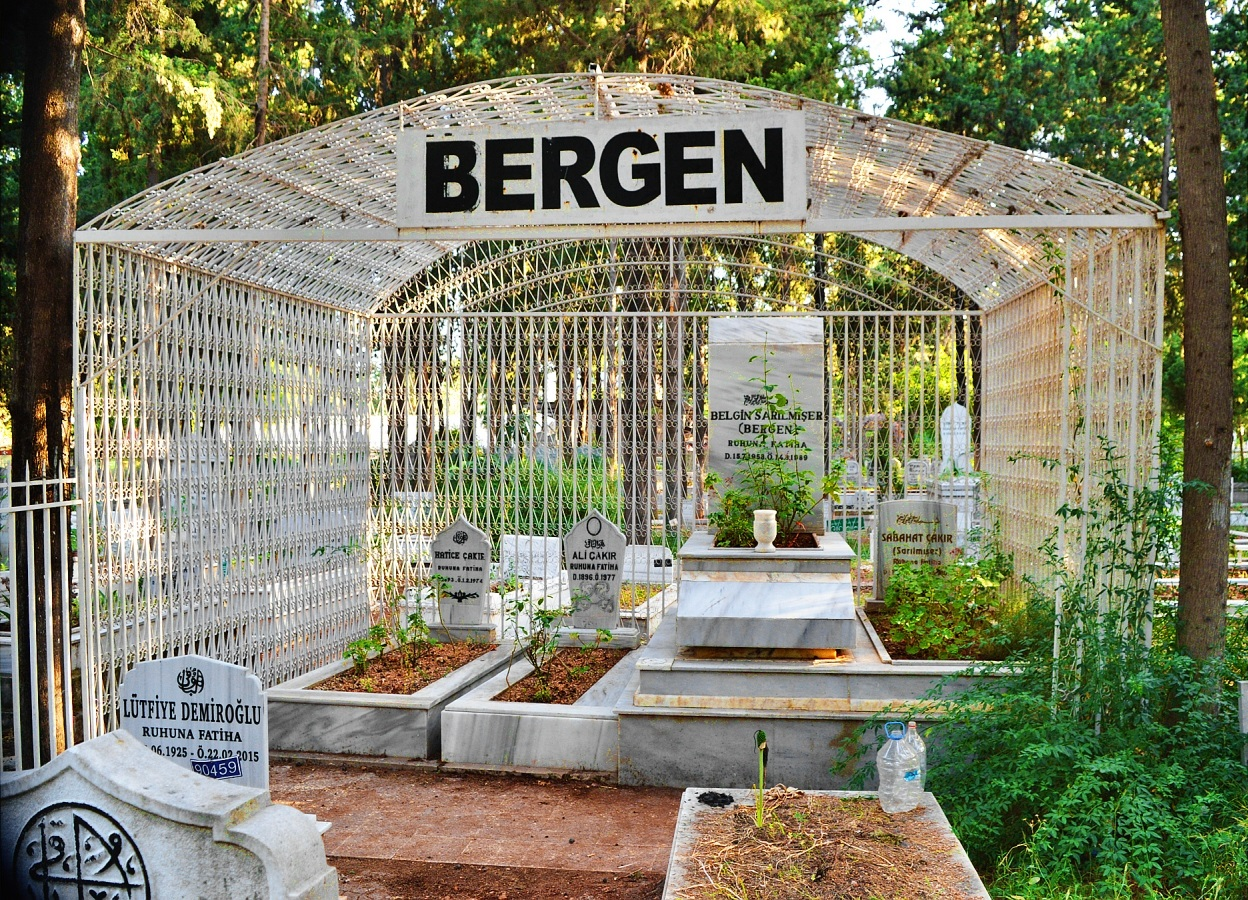
Mormântul lui Bergen

În orașul în care a mers pentru promovarea celui mai recent album al ei, Yıllar Affetmez, a fost împușcată și ucisă la vârsta de 31 de ani de către Serbest în Adana. A fost înmormântată în orașul ei natal, Mersin. Mama ei a fost, de asemenea, rănită în atac. Mormântul ei din Cimitirul Interreligios din Mersin este deschis vizitatorilor.
Serbest, care a fugit în străinătate după crimă, a fost prins în Germania. el a fost condamnat la 15 ani, pedeapsă redusă la 3 ani pentru bună purtare. Având în vedere perioada de detenție de 16 luni în Germania și Turcia, acesta a fost condamnat la șapte luni de închisoare.

Mama ei a spus despre atac: 
"Bergen a avut un concert în Kayseri, Halis a venit în fața hotelului unde stăteam și ne-a amenințat: "Dacă nu vă întoarceți la mine, vă omor pe toți". Deoarece auzeam aceste amenințări atât de des, nu am acordat prea multă atenție... Fiica mea s-a întors cu spatele la florile din spate și a spus: "Acum s-a terminat, nu mă mai întorc la tine!". Auzind acest cuvânt, el a scos un pistol de la brâu. Am strigat cât de tare am putut și am cerut ajutor. De data aceasta a îndreptat pistolul spre mine pentru a mă reduce la tăcere și a tras. Ne-au lăsat în sânge și s-au urcat în mașină cu fratele său vitreg și au fugit".

Sora ei a vorbit despre situația mamei sale după incident: 
"După acea durere, mama s-a îngropat în mormânt. Apoi a purtat întotdeauna negru; atât la nuntă, cât și la sărbătoare... Odată cu moartea lui Belgin, a murit și mama mea. Mama vorbea singură. Lui Belgin îi plăcea foarte mult cafeaua. După ce sora mea a murit, mama își făcea două cafele turcești în fiecare dimineață, vorbea cu Belgin și își bea cafeaua. Obișnuia să se roage până seara în camera surorii mele, acoperită cu posterele ei. Obișnuia să spună: "Fiicei mele îi este frică de singurătate și de întuneric". Obișnuiam să stăm în cimitir cu mama până dimineața".

Mormântul este protejat de o cușcă cu 6 lacăte din cauza amenințărilor criminalului. Sora ei a declarat următoarele despre această situație: 
"Acum 32 de ani, acel bărbat, înainte de a o ucide pe Belgin, suna la 2 dimineața și spunea: "Nu vă voi lăsa oasele ei tuturor, o voi ucide". Din această cauză, mama mea a construit acea cușcă.

## Adaptare
În 2022, a fost realizat un film biografic despre Bergen, actrița Farah Zeynep Abdullah în rolul ei.

## Albume
| Year | Album                        | Formats and notes           |
| ---- | ---------------------------- | --------------------------- |
| 1982 | Șikayetim Var                | LP, MC (lansat în 1986)     |
| 1983 | Kardeșiz Kader               | MC (lansat în 1985 și 1990) |
| 1985 | İnsan Severse                | LP, MC                      |
| 1986 | Acıların Kadını              | LP, MC                      |
| 1987 | Onu da Yak Tanrım            | LP, MC                      |
| 1988 | Sevgimin Bedeli              | MC                          |
| 1988 | İstemiyorum                  | LP, MC                      |
| 1989 | Yıllar Affetmez              | MC (ultimul album)          |
| 1990 | Giden Gençliğim              | MC (lansat în 1999)         |
| 1990 | Garibin Çilesi Mezarda Biter | MC (lansat în 1999)         |
| 1991 | Son Ağlayıșım                | MC, CD (nelansat)           |